# Mistrzostwa Świata w Tenisie Stołowym 1953
20. Mistrzostwa świata w tenisie stołowym odbyły się w dniach 20–29 marca 1953 roku w Bukareszcie.

## Końcowa klasyfikacja medalowa
| Miejsce | Państwo        | Złoto | Srebro | Brąz | Razem |
| ------- | -------------- | ----- | ------ | ---- | ----- |
| 1       | Węgry          | 4     | 2      | 5    | 11    |
| 2       | Rumunia        | 4     | 0      | 0    | 4     |
| 3       | Anglia         | 1     | 3      | 4    | 8     |
| 4       | Czechosłowacja | 0     | 1      | 3    | 4     |
| 5       | Austria        | 0     | 1      | 2    | 3     |
| 6       | Jugosławia     | 0     | 1      | 0    | 1     |
| 7       | Francja        | 0     | 0      | 1    | 1     |

## Medaliści
| Konkurencja:               | Złoto:                          | Srebro:                       | Brąz:                                                  |
| gra pojedyncza kobiet      | Angelica Rozeanu                | Gizella Farkas                | Rosalind Rowe Diane Rowe                               |
| gra pojedyncza mężczyzn    | Ferenc Sidó                     | Ivan Andreadis                | Ladislav Štípek József Kóczián                         |
| gra podwójna kobiet        | Gizella Farkas Angelica Rozeanu | Diane Rowe Rosalind Rowe      | Zsuzsa Fantusz Edit Sagi Katleen Best Ermelinde Wertl  |
| gra podwójna mężczyzn      | József Kóczián Ferenc Sidó      | Richard Bergmann Johnny Leach | Ivan Andreadis Bohumil Váňa Viktor Barna Adrian Hayden |
| gra mieszana               | Ferenc Sidó Angelica Rozeanu    | Žarko Dolinar Ermelinde Wertl | Laszlo Foldy Éva Kóczián József Kóczián Gizella Farkas |
| konkurs drużynowy mężczyzn | Anglia                          | Węgry                         | Francja · Czechosłowacja                               |
| konkurs drużynowy kobiet   | Rumunia                         | Anglia                        | Austria · Węgry                                        |